# نيران صديقة

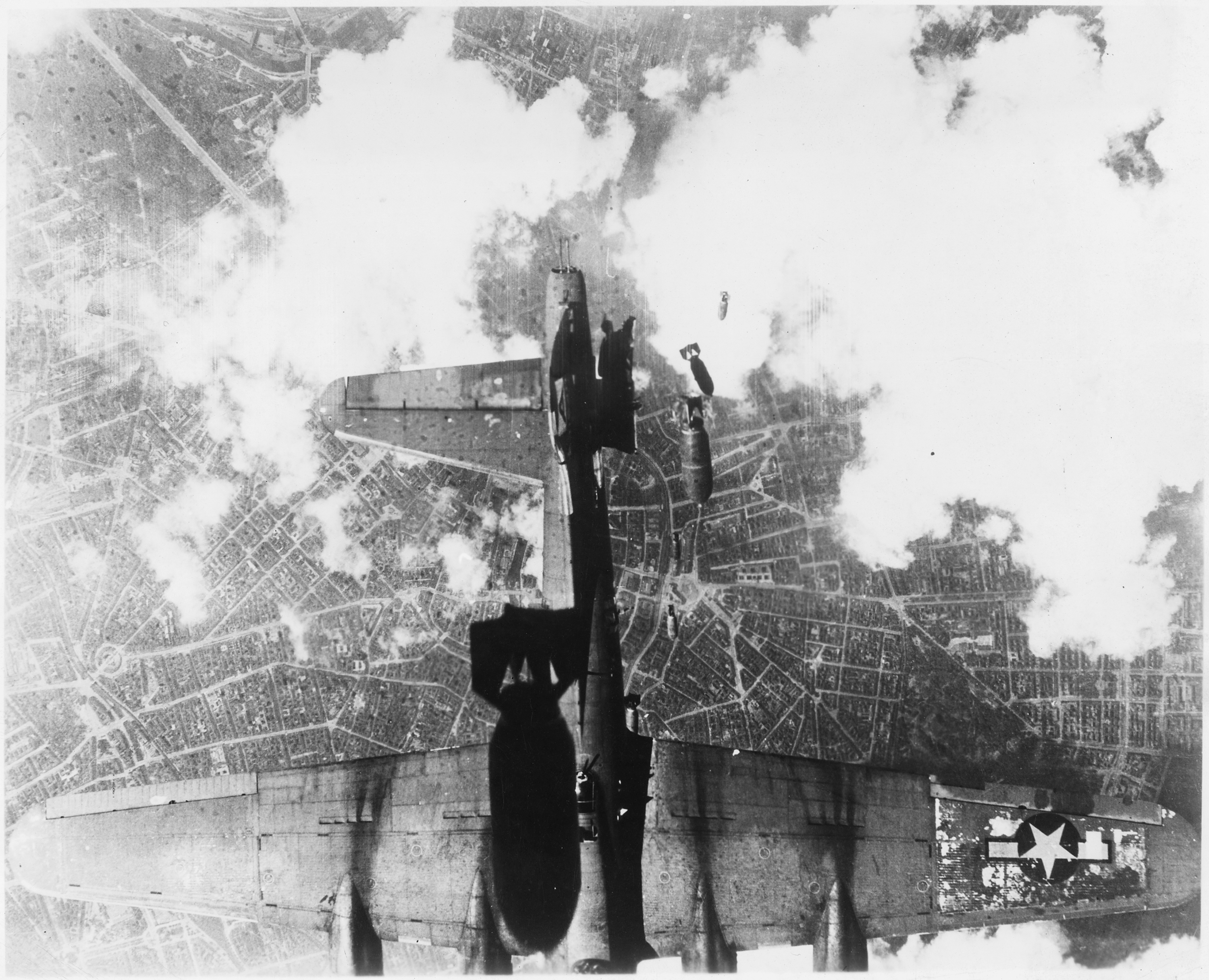
أثناء قصف برلين عام 1944، تعرضت طائرة أمريكية من طراز B-17 Flying Fortress تُدعى "Miss Donna Mae II" لأضرار عندما انجرفت عن غير قصد تحت قاذفة أمريكية أخرى في خضم عملية نشر القنابل. تسبب الضرر الذي لحق بالمثبت الأفقي في دوران الطائرة بشكل لا يمكن السيطرة عليه مما أدى إلى تحطمها ومقتل جميع أفراد الطاقم البالغ عددهم 11 فردًا.

النيران الصديقة كما يوحي الاسم هو رمي بالأسلحة بين جند الجيش الواحد أو بين الجيوش المتحالفة في خضم عمليات حربية بقصد إلحاق الأذى بالعدو، وتتسبب النيران الصديقة في سقوط عدد من الجرحى والقتلى غير أنه في العلوم العسكرية لا يصنف هؤلاء القتلى على أنهم قتلى معركة ولا جرحى حرب. والسبب ان الرئيسان لحوادث النيران الصديقة هما، الموضع الخاطئ وتحديد الهوية الخاطئ. لكن يمكن تداركها عبر التدريب المكثف والتقنية الحديثة والتعبئة السليمة. ويستثنى من حوادث النيران الصديقة الضحايا المدنيون الأبرياء الذي قتلوا في أتون المعركة حيث يصنف مصرعهم ضمن ما يسمى في العسكرية الأضرار الجانبية والتي تشمل كل الأضرار غير المقصودة نتيجة فعل مقصود.

## من أمثلة النيران الصديقة
وقعت عدة حوادث لإطلاق نيران صديقة في حربي أفغانستان والعراق التي خاضهما الجيش الأمريكي وحلفاءه. وقد أحصي خلال هذه الحربين أكثر من ثلالثين حادثا من هذا النوع تنوعت بين إسقاط مقاتلات للحلفاء وتبادل إطلاق نار بين دبابات صديقة. كما حدثت حادثة من هذا النوع في حرب غزة الأخيرة نتجت مقتل 3 جنود إسرائيليين وجرح  28. وفي معركة بنغازي الثانية إبان ثورة 17 فبراير أسقط الثوار الليبيون مقاتلة من نوع ميغ 23 تابعة سلاح الجو الخاضع للثوار ونجم عن هذا الحادث مصرع ربان الطائرة.

## إحالات
1. ↑  Gaza: 3 soldiers killed, 24 injured in friendly fire incident. نسخة محفوظة 12 أكتوبر 2017 على موقع واي باك مشين.